# Газификационный комплекс на острове Уайт
Газификационный комплекс на острове Уайт — завод по переработке бытовых отходов в южной Англии. Он был введён в эксплуатацию осенью 2008 года. Существуют планы по его замене новым мусоросжигательным заводом с подвижной решёткой.
Установка финансировалась в рамках Программы демонстрации новых технологий Департамента окружающей среды, продовольствия и сельского хозяйства и является одной из первых установок в Великобритании, которые классифицируются как система газификации, используемая для сжигания топлива, получаемого из муниципальных отходов. Завод эксплуатируется компанией Waste Gas Technology UK Ltd, входящей в группу ENER-G, и использует технологию компании Energos; которая также входит в группу ENER-G. Система Energos была переоборудована в обычный небольшой мусоросжигательный завод, который сжигает примерно 30 000 тонн отработанного топлива в год. Первоначально стоимость модернизации оценивалась в 8 млн фунтов стерлингов, но процесс ввода в эксплуатацию обошёлся в 10 млн фунтов стерлингов, из которых 2,7 млн фунтов стерлингов было профинансировано Департаментом окружающей среды, продовольствия и сельского хозяйства.
Завод расположен на Форест Роуд в Ньюпорте.

## Временная приостановка эксплуатации, 2010 год
Из-за повышенного уровня выбросов диоксина, обнаруженного в марте 2010 года, превышающего установленный законом предел в 8 раз, весной 2010 года работа завода была временно приостановлена. При модернизации была повторно использована система очистки дымовых газов старого мусоросжигательного завода, и ENER-G сообщила, что именно она стала причиной проблемы. После модификаций и нескольких попыток запуска, завод снова стал работать с октября 2010 года.
В июне 2011 года совет острова Уайт решил предпринять радикальные усилия, чтобы уменьшить свою зависимость от установки газификации с учётом её истории ограниченной надёжности. В 2017 году было принято решение о строительстве нового мусоросжигательного завода на решётке, который заменит установку Energos к 2019 году.

## Технология Energos
Система Energos включает в себя ступень сгорания с тесной связью, которая, согласно конфигурации, использует весь сингаз (cмесь монооксида углерода и водорода) на ступени сгорания. Таким образом, она не может производить сингаз для внешнего использования и поэтому иногда классифицируется как двухступенчатое сжигание. Процесс позволяет улучшить контроль сжигания для минимизации образования выбросов, связанных со сжиганием, таких как оксиды азота (NOx), монооксид углерода (CO) и общий органический углерод (TOC). Действующие установки достигают среднегодовых выбросов NOx на уровне 25-30 % от предельного уровня ЕС, используя только контроль процесса и не прибегая к селективной некаталитической нейтрализации (SNCR) или селективной каталитической нейтрализации (SCR), при этом достигая очень низких выбросов CO и TOC.
Энергия сжигаемого сингаза преобразуется в пар. Установки Energos производят пар при более низкой температуре и давлении, чем современные мусоросжигательные заводы, и поэтому достигают низкой энергоэффективности по сравнению с мусоросжигательными заводами. В качестве ТЭЦ или установки по доставке тепла эффективность цикла приближается к 85 %. Одним из таких примеров является недавно построенная установка Sarpsborg 2, которая обеспечивает технологическим паром химический завод Borregaard, непосредственно вытесняя тяжёлый мазут.
На заводе на острове Уайт дебютировала новая конструкция печи для процесса Energos, направленная на повышение эффективности сжигания, удаление пыли и обеспечение меньшего количества перерывов и простоев по сравнению с предыдущей конструкцией.